# 1961 en astronautique
Chronologie de l'astronautique
- 1957
- 1958
- 1959
- 1960
- 1961
- 1962
- 1963
- 1964
- 1965

Cette page présente un récapitulatif des événements qui se sont produits pendant l'année 1961 dans le domaine de l'astronautique.

## Synthèse de l'année 1961

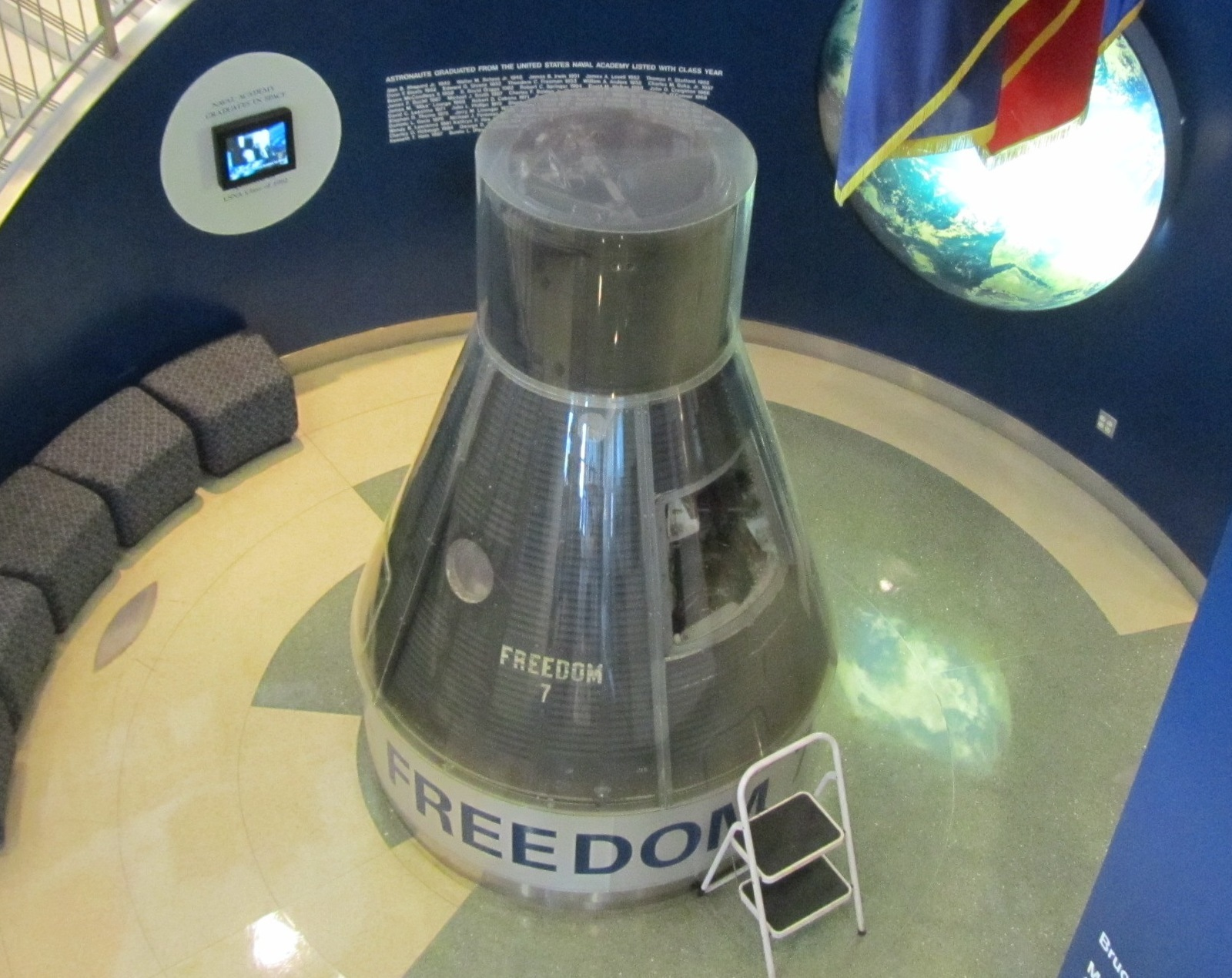
Vaisseau Mercury Freedom 7 utilisé par Alan Shepard pour le premier vol d'un américain dans l'espace.
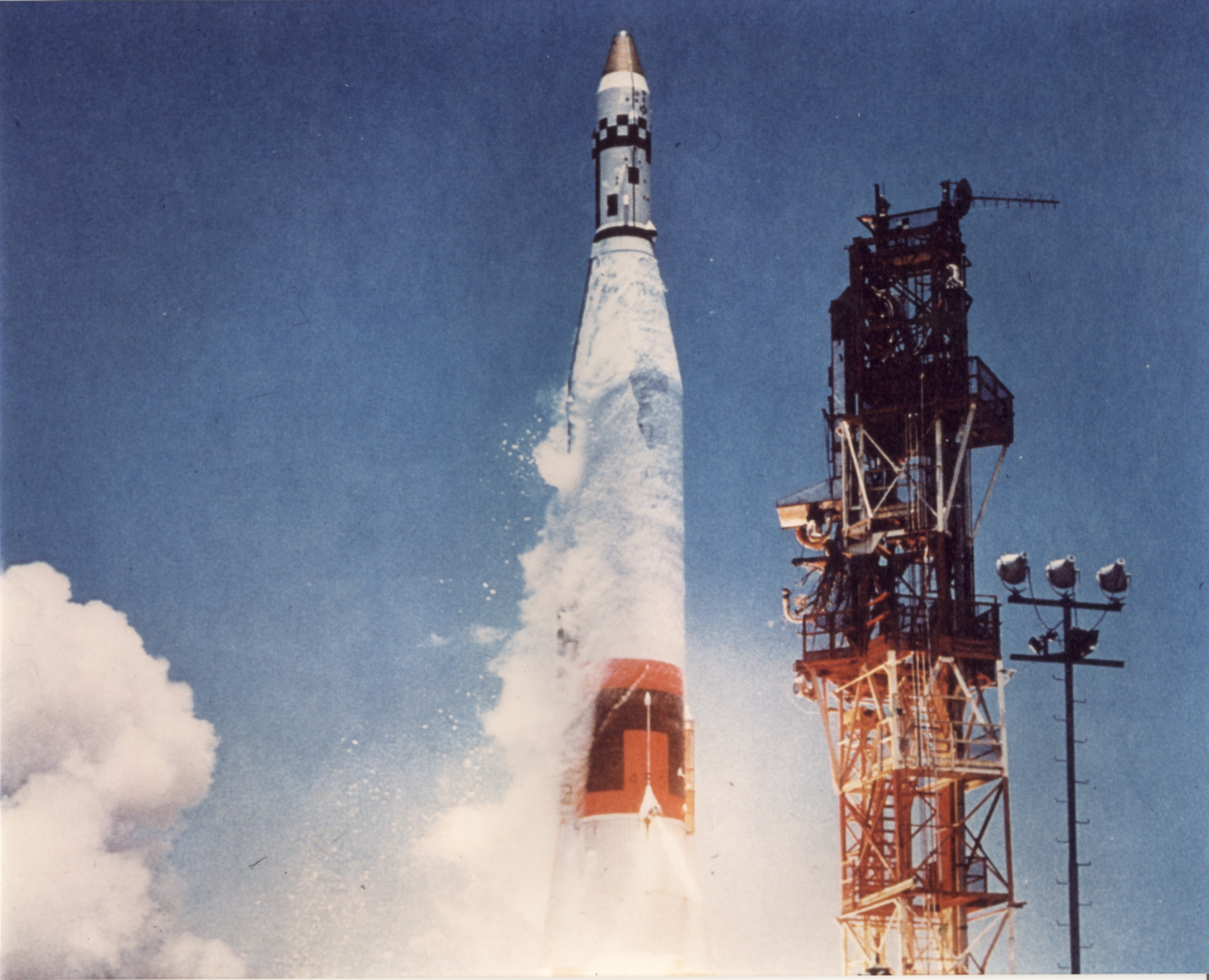
Lancement d'un satellite de reconnaissance Samos par une fusée Atlas-Agena.
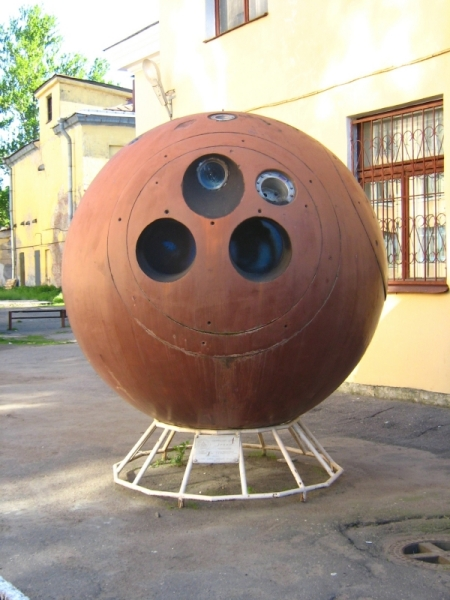
Satellite de reconnaissance soviétique Zenit.

### Programmes spatiaux nationaux

#### Programme spatial soviétique

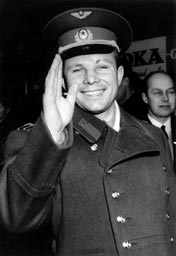
Iouri Gagarine devient le premier homme dans l'espace en 1961.

- 16 avril : Youri Gagarine, premier homme dans l'espace le 12 avril, livre ses impressions dans un discours[1].

#### Programme spatial américain
- 16 février : premier tir réussi du lanceur Scout qui place en orbite Explorer 9, un satellite de 7 kg qui doit étudier la densité des couches atmosphériques supérieures.

## Chronologie

### Janvier
| Date       | Lanceur          | Base de lancement           | Type           | Charge utile       | Notes                                    |
| 31 janvier | Mercury-Redstone | Cap Canaveral               | vol suborbital | Mercury-Redstone 2 | Apogée 251 km. Embarque le chimpanzé Ham |
| 31 janvier | Atlas-Agena      | Vandenberg (Point Arguello) | Orbite basse   | Samos 2            | Satellite de reconnaissance optique.     |

### Février
| Date       | Lanceur       | Base de lancement | Type                  | Charge utile                | Notes                                                                                |
| 4 février  | Molnia        | Baïkonour         | Orbite héliocentrique | Venera-1VA 1                | Échec du lancement. Sonde interplanétaire devant survoler la planète Vénus           |
| 12 février | Molnia        | Baïkonour         | Orbite héliocentrique | Venera-1                    | Défaillance de la sonde interplanétaire devant survoler la planète Vénus             |
| 16 février | Scout         | Wallops Island    | Orbite moyenne        | Explorer 9                  | Satellite scientifique étude de la densité de l'atmosphère et de l'exosphère         |
| 17 février | Thor-Agena B  | Vandenberg        | Orbite polaire        | Discoverer 20 (KH-5)        | Satellite de reconnaissance optique. La capsule devant retourner le film est perdue. |
| 18 février | Thor-Agena B  | Vandenberg        | Orbite polaire        | Discoverer 21 ( MIDAS RM-2) | Satellite d'alerte avancée.                                                          |
| 22 février | Thor-Ablestar | Cape Canaveral    | Orbite basse          | TRANSIT 3B, LOFTI-1         | Satellite de navigation, échec partiel du lancement                                  |
| 23 mars    | Juno II       | Cape Canaveral    | Orbite haute          | S-45                        | Échec. Analyse de l'ionosphère.                                                      |

### Mars
| Date    | Lanceur      | Base de lancement | Type                        | Charge utile         | Notes                                                    |
| 9 mars  | Vostok-K     | Baïkonour         | Orbite basse                | Korabl-Spoutnik 4    | Test vaisseau Vostok avec un chien et un mannequin       |
| 11 mars | Thor-Delta   | Cape Canaveral    | Orbite fortement elliptique | Explorer 10          | Étude de la magnétosphère et plasma                      |
| 30 mars | Thor-Agena B | Vandenberg        | Orbite polaire              | Discoverer 22 (KH-2) | Satellite de reconnaissance optique. Échec du lancement. |

### Avril
| Date     | Lanceur      | Base de lancement | Type           | Charge utile         | Notes                                                                                |
| 8 avril  | Thor-Agena B | Vandenberg        | Orbite polaire | Discoverer 23 (KH-5) | Satellite de reconnaissance optique. La capsule devant retourner le film est perdue. |
| 12 avril | Vostok-K     | Baïkonour         | Orbite basse   | Vostok 1             | Premier vol spatial habité. Astronaute Youri Gagarine                                |
| 27 avril | Juno II      | Cap Canaveral     | Orbite haute   | Explorer 11          | Échec partiel du satellite. Astronomie rayon gamma.                                  |

### Mai
| Date   | Lanceur          | Base de lancement | Type           | Charge utile       | Notes                                                       |
| 5 mai  | Mercury-Redstone | Cape Canaveral    | vol suborbital | Mercury-Redstone 3 | Apogée 187 km. Premier américain dans l'espace Alan Shepard |
| 24 mai | Juno II          | Cap Canaveral     | Orbite haute   | S-45a              | Échec lanceur. Étude de l'ionosphère.                       |

### Juin
| Date    | Lanceur       | Base de lancement | Type           | Charge utile                  | Notes                                               |
| 8 juin  | Thor-Agena B  | Vandenberg        | Orbite polaire | Discoverer 24 (KH-5)          | Satellite de reconnaissance optique. Échec lanceur. |
| 16 juin | Thor-Agena B  | Vandenberg        | Orbite polaire | Discoverer 25 (KH-2)          | Satellite de reconnaissance optique.                |
| 29 juin | Thor-Ablestar | Cape Canaveral    | Orbite basse   | TRANSIT 4A, Injun-1, Solrad 3 | Satellite de navigation                             |

### Juillet
| Date       | Lanceur          | Base de lancement | Type           | Charge utile         | Notes                                              |
| 7 juillet  | Thor-Agena B     | Vandenberg        | Orbite polaire | Discoverer 26 (KH-2) | Satellite de reconnaissance optique.               |
| 12 juillet | Thor-Delta       | Cap Canaveral     | Orbite basse   | TIROS-3              | Satellite météorologique                           |
| 12 juillet | Thor-Agena B     | Vandenberg        | Orbite polaire | MIDAS-3              | Satellite d'alerte avancée.                        |
| 21 juillet | Mercury-Redstone | Cap Canaveral     | vol suborbital | Mercury-Redstone 4   | Apogée 189 km. Equipage Gus Grissom                |
| 21 juillet | Thor-Agena B     | Vandenberg        | Orbite polaire | Discoverer 27 (KH-2) | Satellite de reconnaissance optique. Échec lanceur |

### Août
| Date    | Lanceur      | Base de lancement | Type                    | Charge utile         | Notes                                                               |
| 4 août  | Thor-Agena B | Vandenberg        | Orbite polaire          | Discoverer 28 (KH-2) | Satellite de reconnaissance optique. Échec lanceur                  |
| 6 août  | Vostok-K     | Baïkonour         | Orbite basse            | Vostok 2             | Deuxième vol habité soviétique. Astronaute Guerman Titov            |
| 16 août | Thor-Delta   | Cape Canaveral    | Orbite elliptique haute | Explorer 12          | Étude de la magnétosphère                                           |
| 23 août | Atlas-Agena  | Cap Canaveral     | Orbite basse            | Ranger 1             | Satellite technologique. Echec partiel (orbite haute visée)         |
| 25 août | Scout-X1     | Wallops Island    | Orbite basse            | Explorer 13          | Etude météorite et technologie. Echec lancement (orbite trop basse) |
| 30 août | Thor-Agena B | Vandenberg        | Orbite basse            | Discoverer 29 (KH-3) | Satellite de reconnaissance optique.                                |

### Septembre
| Date         | Lanceur       | Base de lancement           | Type         | Charge utile         | Notes                                                                              |
| 9 septembre  | Atlas-Agena B | Vandenberg (Point Arguello) | Orbite basse | Samos 2              | Satellite de reconnaissance optique. Échec lanceur.                                |
| 12 septembre | Thor-Agena B  | Vandenberg                  | Orbite basse | Discoverer 30 (KH-3) | Satellite de reconnaissance optique.                                               |
| 13 septembre | Mercury-Atlas | Cap Canaveral               | orbite basse | Mercury-Atlas 4      | Test lanceur sans équipage                                                         |
| 17 septembre | Thor-Agena B  | Vandenberg                  | Orbite basse | Discoverer 31 (KH-3) | Satellite de reconnaissance optique. Échec récupération capsule contenant le film. |

### Octobre
| Date         | Lanceur       | Base de lancement           | Type           | Charge utile         | Notes                                                      |
| 13 octobre   | Thor-Agena B  | Vandenberg                  | Orbite basse   | Discoverer 32 (KH-3) | Satellite de reconnaissance optique.                       |
| 21 octobre   | Atlas-Agena B | Vandenberg (Point Arguello) | Orbite basse   | MIDAS-4, Westford-1  | Satellite d'alerte avancée, télécommunications (Westford). |
| 23 octobre   | Thor-Agena B  | Vandenberg                  | Orbite basse   | Discoverer 33 (KH-3) | Satellite de reconnaissance optique. Échec lanceur.        |
| 13 septembre | Saturn I C-1  | Cape Canaveral              | vol suborbital | SA-1                 | Test du 1er étage du lanceur. Apogée : 136 km              |
| 27 octobre   | Cosmos-2      | Kapoustine Iar              | Orbite basse   | DS-1                 | Satellite technologique. Premier vol du lanceur. Échec.    |

### Novembre
| Date         | Lanceur       | Base de lancement           | Type         | Charge utile         | Notes                                                                         |
| 1er novembre | Blue Scout    | Cape Canaveral              | Orbite basse | Mercury-Scout 1      | Test du réseau des stations à Terre pour le programme Mercury. Échec lanceur. |
| 5 novembre   | Thor-Agena B  | Vandenberg                  | Orbite basse | Discoverer 34 (KH-3) | Satellite de reconnaissance optique. Échec lanceur.                           |
| 15 novembre  | Thor-Agena B  | Vandenberg                  | Orbite basse | Discoverer 35 (KH-3) | Satellite de reconnaissance optique.                                          |
| 15 novembre  | Thor-Ablestar | Cap Canaveral               | Orbite basse | TRANSIT 4B, TRAAC    | Satellite de navigation                                                       |
| 18 novembre  | Atlas-Agena   | Cap Canaveral               | Orbite basse | Ranger 2             | Satellite technologique. Echec lanceur                                        |
| 22 novembre  | Atlas-Agena B | Vandenberg (Point Arguello) | Orbite basse | Samos 4              | Satellite de reconnaissance optique. Échec lanceur.                           |
| 29 novembre  | Mercury-Atlas | Cap Canaveral               | orbite basse | Mercury-Atlas 5      | Vol destiné à tester le lanceur habité avec le chimpanzé Enos                 |

### Décembre
| Date        | Lanceur       | Base de lancement           | Type         | Charge utile                  | Notes                                                          |
| 11 décembre | Vostok-K      | Baïkonour                   | Orbite basse | Zenit-2 1                     | Satellite de reconnaissance. Premier vol. Echec lancement.     |
| 12 décembre | Thor-Agena B  | Vandenberg                  | Orbite basse | Discoverer 36 (KH-3), Oscar 1 | Satellite de reconnaissance optique + satellite radio amateur. |
| 22 décembre | Atlas-Agena B | Vandenberg (Point Arguello) | Orbite basse | Samos 5                       | Satellite de reconnaissance optique. Échec lanceur.            |

## Synthèse des vols orbitaux

### Par pays
| Pays             | Lancements | Succès | Échecs | Échecs partiels | Remarques |
| ---------------- | ---------- | ------ | ------ | --------------- | --------- |
| Union soviétique | 9          | 5      | 4      | 0               |           |
| États-Unis       | 41         | 23     | 16     | 2               |           |

### Par lanceur
| Lanceur       | Pays             | Lancements | Succès | Échecs | Échecs partiels | Remarques                                  |
| ------------- | ---------------- | ---------- | ------ | ------ | --------------- | ------------------------------------------ |
| Atlas Agena   | États-Unis       | 8          | 3      | 4      | 1               |                                            |
| Mercury Atlas | États-Unis       | 3          | 2      | 1      |                 | Premier lancement                          |
| Juno II       | États-Unis       | 3          | 1      | 2      |                 | Derniers lancements                        |
| Molnia        | Union soviétique | 2          | 1      | 1      |                 |                                            |
| Scout         | États-Unis       | 4          | 1      | 3      |                 | Premier lancement de la version Blue Scout |
| Cosmos        | Union soviétique | 2          | 0      | 2      |                 | Premier vol                                |
| Thor Ablestar | États-Unis       | 3          | 2      | 0      | 1               |                                            |
| Thor-Agena    | États-Unis       | 17         | 11     | 6      |                 | Premier lancement                          |
| Thor Delta    | États-Unis       | 3          | 3      |        |                 | Premier lancement                          |
| Vostok        | Union soviétique | 5          | 4      | 1      |                 |                                            |

### Par type d'orbite
| Orbite         | Lancements | Succès | Échecs | Orbite atteinte involontairement | Remarques |
| -------------- | ---------- | ------ | ------ | -------------------------------- | --------- |
| Basse          | 41         | 28     | 13     | 3                                |           |
| Moyenne        | 1          | 1      |        |                                  |           |
| Haute          | 6          | 2      | 4      |                                  |           |
| héliocentrique | 2          | 1      | 1      |                                  |           |

### Par site de lancement
| Site           | Pays             | Lancements | Succès | Échecs | Échecs partiels | Remarques |
| -------------- | ---------------- | ---------- | ------ | ------ | --------------- | --------- |
| Baïkonour      | Union soviétique |            |        |        |                 |           |
| Cape Canaveral | États-Unis       |            |        |        |                 |           |
| Vandenberg     | États-Unis       |            |        |        |                 |           |

## Survols et contacts planétaires
| Date   | Sonde spatiale | Événement                  | Remarque                                                                  |
| ------ | -------------- | -------------------------- | ------------------------------------------------------------------------- |
| 19 mai | Venera 1       | Survol de la planète Vénus | Distance 100000 km. Le satellite ne fonctionnait plus au moment du survol |